# 양건 (1947년)
양건(梁建, 1947년 7월 25일~)은 대한민국의 법학자이며, 제22대 감사원장을 지냈다.

## 학력
- 경기고등학교 졸업
- 1970년 서울대학교 법학 학사
- 1972년 서울대학교 대학원 법학 석사
- 1976년 텍사스 대학교 대학원 비교법학 석사
- 1979년 서울대학교 대학원 법학 박사

## 경력
- 1976년~1985년: 숭전대학교 법학과 교수
- 1983년~1984년: 미국 캘리포니아대학교 버클리캠퍼스 법과대학원 객원연구원
- 1985년~2008년: 한양대학교 법과대학 법학과 교수
- 1986년: 법과사회이론연구회 회장
- 1991년~1998년: 경제정의실천시민연합 시민입법위원회 위원
- 1995년: 나라정책연구회 회장
- 1996년~1997년: 미국 워싱턴대학교 법과대학원 객원연구원
- 1998년~1999년: 경제정의실천시민연합 시민입법위원회 위원장
- 1998년~2003년: 대검찰청 검찰제도개혁위원회 위원
- 1999년~2002년: 한양대학교 법과대학 학장
- 2001년~2003년: 한국교육법학회 회장
- 2004년~2005년: 한국공법학회 회장
- 2004년~2008년: 대검찰청 감찰위원회 부위원장
- 2005년~2007년: 헌법재판소 자문위원회 위원
- 2008년 3월~2009년 8월: 국민권익위원회 위원장
- 2008년~2009년: 세계옴부즈맨협회 아시아지역 부회장
- 2009년~2011년: 한양대학교 법학전문대학원 교수
- 2011년~2013년: 제22대 감사원 원장

| 전임 (국민고충처리위원회 위원장)송철호 (국가청렴위원회 위원장)이종백 | 초대 국민권익위원회 위원장 2008년 3월 17일~2009년 8월 27일 | 후임 이재오 |

| 전임 (직무대행)하복동 | 제22대 감사원장 2011년 3월 11일~2013년 8월 26일 | 후임 (직무대행)성용락 황찬현 |